# Port lotniczy Djibo
Port lotniczy Djibo – port lotniczy położony w Djibo, w Burkinie Faso.